# Esplanade Pierre-Vidal-Naquet
 (septembre 2012).
Si vous disposez d'ouvrages ou d'articles de référence ou si vous connaissez des sites web de qualité traitant du thème abordé ici, merci de compléter l'article en donnant les références utiles à sa vérifiabilité et en les liant à la section « Notes et références ».
L'esplanade Pierre-Vidal-Naquet est une voie du  de Paris, en France.

## Situation et accès
L'esplanade Pierre-Vidal-Naquet est une voie privée située dans le 13e arrondissement de Paris. Elle débute au 53, quai Panhard-et-Levassor et se termine au 6, rue Marguerite-Duras.
Elle est desservie par la ligne C du RER à la gare de la Bibliothèque François-Mitterrand.

## Origine du nom
Elle porte le nom de l'historien et helléniste français Pierre Vidal-Naquet (1930-2006), militant contre la torture.

## Historique
Dans le cadre de l'aménagement de la ZAC Paris-Rive-Gauche et de l'installation de l'université Paris VII - Diderot sur le campus Paris Rive Gauche, les deux bâtiments des Grands Moulins et de la Halle aux farines ont été complètement rénovés et se sont trouvés reliés par une esplanade, d'abord dénommée provisoirement « voie FG/13 », puis « esplanade des Grands-Moulins » et, enfin, « esplanade Pierre-Vidal-Naquet » par arrêté du maire de Paris en date du 30 janvier 2008.

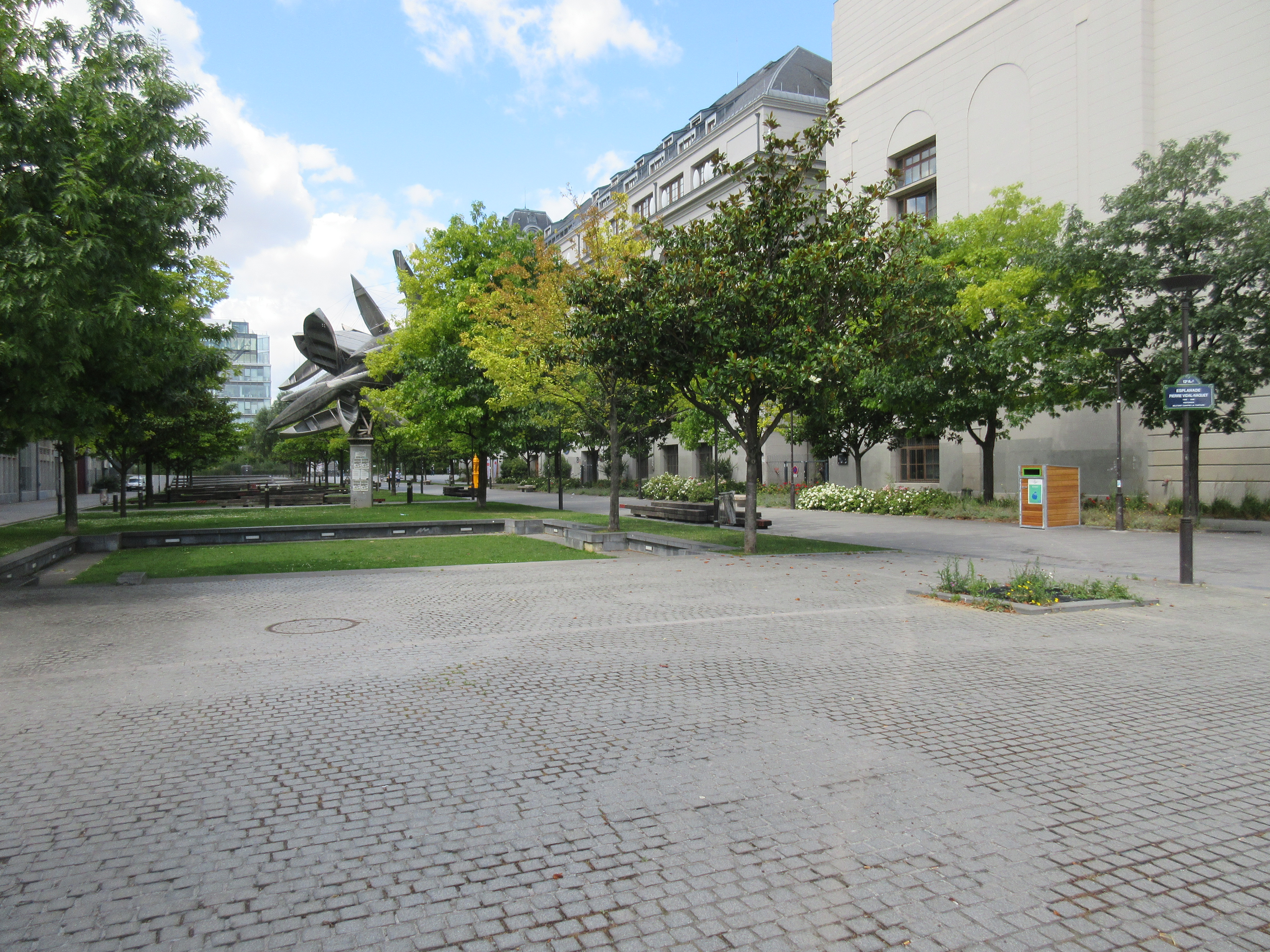
Esplanade Pierre-Vidal-Naquet vue depuis le quai Panhard-et-Levassor.

## Bâtiments remarquables et lieux de mémoire
- L'œuvre de Nancy Rubins, Monochrome for Paris, est installée sur l'esplanade en 2013.